# الأساطيل الجوية الألمانية في الحرب العالمية الثانية

قائمة لسلاح الطيران الألماني ( لوفتفاف ) بين عامي 1939-1945 .

## 1939
قبل احتلال بولندا
- لوفتفلوت 1 ( شمال شرق ألمانيا )
- لوفتفلوت 2 ( شمال غرب ألمانيا )
- لوفتفلوت 3 ( جنوب غرب ألمانيا )
- لوفتفلوت 4 ( جنوب شرق ألمانيا والنمسا )

## 1940
- لوفتفلوت 1 ( بولندا )
- لوفتفلوت 2 ( هولندا وبلجيكا )
- لوفتفلوت 3 ( فرنسا )
- لوفتفلوت 4 ( النمسا وجمهورية التشيك )
- لوفتفلوت 5 ( النرويج والدنمارك )

## 1942
أثناء العمليات العسكرية في الجبهة الشرقية وأفريقيا .
- لوفتفلوت 1 ( الجبهة الشمالية الروسية )
- لوفتفلوت 2 ( شمال أفريقيا وجنوب إيطاليا واليونان )
- لوفتفلوت 3 ( فرنسا وهولندا و بلجيكا )
- لوفتفلوت 4 ( ساحل البحر الأسود وأوكرانيا و القوقاز )
- لوفتفلوت 5 ( النرويج وفنلندا )
- لوفتفلوت 6 ( الجبهة الروسية الوسطى وبلاروسيا )

## 1944
أثناء المراحل الأخيرة من حروب الجبهة الشرقية والبلقان و شمال إيطاليا والمنطقة الغربية .
- لوفتفلوت 1 ( السواحل البلطيقية )
- لوفتفلوت 2 ( شمال إيطاليا )
- لوفتفلوت 3 ( فرنسا وبلجيكا و هولندا )
- لوفتفلوت 4 ( هنغاريا ويوغسلافيا و بلغاريا ورومانيا )
- لوفتفلوت 5 ( النرويج وفنلندا )
- لوفتفلوت 6 ( الجبهة الروسية الوسطى وبيلاروسيا )
- لوفتفلوت الرايخ الألماني ( ألمانيا )
- لوفتفلوت 10 ( وحدات تدريب وتبديل ) ( برلين )

## 1945
أثناء الفترة الأخيرة من الصراع في الجبهة الأوروبية .
- لوفتفلوت 1 ( لثوانيا )
- لوفتفلوت 2 ( شمال إيطاليا )
- لوفتفلوت 3 ( غرب ألمانيا وفي هولندا )
- لوفتفلوت 4 ( هنغاريا ويوغسلافيا )
- لوفتفلوت 5 ( النرويج وفنلندا )
- لوفتفلوت 6 ( شرق ألمانيا )
- لوفتفلوت الرايخ ( وسط ألمانيا )
- لوفتفلوت 10 ( برلين )

## المصدر
1. ↑  Luftflotten (بالألمانية)
 نسخة محفوظة 04 يوليو 2017 على موقع واي باك مشين.